# Bradfield (South Yorkshire)
Bradfield is een civil parish in het bestuurlijke gebied Sheffield, in het Engelse graafschap South Yorkshire. De civil parish telt 14.915 inwoners.
De centrale kern van de civil parish bestaat uit de nederzettingen High Bradfield (op een heuvel) en Low Bradfield in de vallei van de rivier Loxley. Beide kernen liggen op minder dan 1 km van elkaar en worden verbonden door de straat Woodfall Lane.
De naam Bradfield komt uit het Oudengels en kan letterlijk als ‘breed veld’ worden opgevat.

## Geografie
Qua oppervlakte is Bradfield een van de grootste civil parishes in Engeland, met een areaal van 14.400 hectare. Het strekt zich uit van de heide in het Peak District in het noorden tot het dal van de Loxley in het zuiden, en van de grens met Derbyshire aan de vallei van de Derwent in het westen tot aan het verstedelijkte Stannington in het oosten. Het grondgebied van Bradfield omvat ook meerdere waterreservoirs.
De grootste bevolkte kernen die op het grondgebied van de civil parish Bradfield liggen, zijn Stannington, Oughtibridge en Worrall. Daarnaast bevinden zich ook de kleinere gehuchten Dungworth, Midhopestones, Upper Midhope en Wharncliffe Side in Bradfield.
De kernen waaraan de parish haar naam ontleent, High Bradfield en Low Bradfield, bevinden zich op ongeveer 10 km afstand van het centrum van Sheffield en worden bijwijlen ook gezamenlijk ‘Bradfield’ genoemd. High Bradfield met zijn Sint-Nicholaaskerk is het meest historische van de tweeën, aangezien Low Bradfield in 1864 nagenoeg volledig verwoest werd in de overstroming van Sheffield.
De waterreservoirs op het grondgebied van Bradfield zijn: Agden, Strines, Dale Dyke, Damflask, Midhope en Langsett Reservoir.

## Nijverheid
Het gebied is ruraal en hangt vooral van landbouw en veeteelt af, met uitzondering van enkele pubs en de brouwerij Bradfield Brewery, gesitueerd in High Bradfield. Bradfield is bereikbaar met een busdienst vanuit Hillsborough, die zijn eindstation aan het centrale cricketveld van Low Bradfield heeft.
Adwick upon Dearne · 
Armthorpe · 
Askern · 
Aston cum Aughton · 
Auckley · 
Austerfield · 
Barnburgh · 
Barnby Dun with Kirk Sandall · 
Bawtry · 
Billingley · 
Blaxton · 
Bradfield · 
Braithwell · 
Bramley · 
Brampton Bierlow · 
Brierley · 
Brinsworth · 
Brodsworth · 
Burghwallis · 
Cadeby · 
Cantley · 
Catcliffe · 
Cawthorne · 
Clayton with Frickley · 
Conisbrough Parks · 
Dalton · 
Denaby · 
Dinnington St. John's · 
Dunford · 
Ecclesfield · 
Edenthorpe · 
Edlington · 
Fenwick · 
Finningley · 
Firbeck · 
Fishlake · 
Gildingwells · 
Great Houghton · 
Gunthwaite and Ingbirchworth · 
Hampole · 
Harthill with Woodall · 
Hatfield · 
Hickleton · 
High Hoyland · 
High Melton · 
Hooton Levitt · 
Hooton Pagnell · 
Hooton Roberts · 
Hunshelf · 
Kirk Bramwith · 
Langsett · 
Laughton-en-le-Morthen · 
Letwell · 
Little Houghton · 
Loversall · 
Maltby · 
Marr · 
Moss · 
North and South Anston · 
Norton · 
Orgreave · 
Owston · 
Oxspring · 
Penistone · 
Ravenfield · 
Rossington · 
Shafton · 
Silkstone · 
Sprotbrough and Cusworth · 
Stainborough · 
Stainforth · 
Stainton · 
Stocksbridge · 
Sykehouse · 
Tankersley · 
Thorne · 
Thorpe in Balne · 
Thorpe Salvin · 
Thrybergh · 
Thurcroft · 
Thurgoland · 
Tickhill · 
Todwick · 
Treeton · 
Ulley · 
Wadworth · 
Wales · 
Warmsworth · 
Wentworth · 
Whiston · 
Wickersley · 
Woodsetts ·
Wortley